# マンハッタン不夜城 -王様の休日-
『マンハッタン不夜城 -王様の休日-』（マンハッタンふやじょう おうさまのきゅうじつ）は宝塚歌劇団の舞台作品。月組公演。形式名は「グランド・ショー」。20場。作・演出は草野旦。東京公演における瑠菜まりと紫野ゆきは病気のため休演。併演作品は『CAN-CAN』。

## 公演期間と公演場所
- 1996年3月29日 - 5月6日　宝塚大劇場[3]
- 1996年7月4日 - 7月30日　東京宝塚劇場[2]

## 解説
ニューヨークのマンハッタンの街に突然出現したヨーロッパの不夜城。そこで繰り広げられる大人の男女の物語を、フライング技術なども取り入れて華麗にショーアップ。明るさとシャープさ、妖しさとメルヘンを併せ持った物語仕立てのグランド・ショー作品。ロバート・ロングボトムが宝塚歌劇団82期生の初舞台のロケットをはじめ、数シーンの振り付けを担当。東京公演は内容を一部変更。

## スタッフ
※氏名の後ろに「宝塚」「東京」の文字がなければ両劇場共通。
- 作曲・編曲：高橋城/吉田優子
- 主題歌作曲：寺田瀧雄
- 音楽指揮：小高根凡平（宝塚）、伊沢一郎（東京）
- 振付：羽山紀代美/尚すみれ/上島雪夫/伊賀裕子/ロバート・ロングボトム
- 振付助手：トム・コシス
- 装置：大橋泰弘
- 衣装：任田幾英
- 照明：勝柴次朗
- フライング・デザイナー：ピーター・フォイ
- フライング・コーディネーター：早川保清
- 音響：加門清邦
- 小道具：万波一重
- 効果：市成秀二
- 演出助手：荻田浩一/齋藤吉正
- 装置補：新宮有紀
- 衣装補：田口美香
- 舞台進行：表原渉
- 舞台監督：盛田光紀（東京）/伏見悦男（東京）/田島准（東京）/砂川幸子（東京）/沖恵（東京）
- 演奏：宝塚管弦楽団（宝塚）、東宝オークストラ（東京）
- 製作担当：伊藤万寿夫（東京）
- 制作：佐分孝
- 協賛：UCC上島珈琲株式会社
- 衣装生地提供：日東紡績株式会社
- 協力：ヤマハ発動機株式会社

## 主な配役
※下記の配役は宝塚・東京共通。
- ルナ王、マンハッタン・フェスタ男S、パレードの男S - 久世星佳
- エストレーナ王妃、マンハッタン・フェスタ女S、パレードの女S - 風花舞
- リンケーン市長、サンスロット、ニューヨークの男A、マンハッタン・フェスタの男A、パレードの男A - 真琴つばさ